# 博達那·西瓦南丹
博達那·西瓦南丹（2015年3月7日—）是一位來自英國的國際象棋棋手。她擁有女子國際棋聯稱號。
她就讀於哈羅市的聖約翰費雪小學。

## 國際象棋生涯
西瓦南丹在2019冠狀病毒病疫情期間英國的封鎖措施開始下棋。
她在2022年5月於羅得島舉行的歐洲學校年齡組錦標賽上，西萬丹贏得了她參加的全部24場比賽，並獲得三枚金牌。